# Đăk Hà (thị trấn)
Đăk Hà là thị trấn huyện lỵ của huyện Đăk Hà, tỉnh Kon Tum, Việt Nam.

## Địa lý
Thị trấn Đăk Hà nằm ở phía tây nam huyện Đăk Hà, có vị trí địa lý:
- Phía đông giáp xã Đăk Ngọk
- Phía tây và phía nam giáp xã Hà Mòn
- Phía bắc giáp xã Đăk Mar.

Thị trấn Đăk Hà có diện tích 15,18 km², dân số năm 2019 là 16.031 người, mật độ dân số đạt 1.056 người/km².
Quốc lộ 14 chạy qua địa bàn thị trấn, từ huyện Đăk Tô đến thành phố Kon Tum.

## Hành chính
Thị trấn Đăk Hà có 15 tổ dân phố, thôn được chia thành 14 tổ dân phố: 1, 2, 2A, 2B, 3, 4, 4A, 4B, 5, 6, 7, 9, 10, 12 và 1 thôn.

## Lịch sử
Trước năm 1994, địa bàn thị trấn Đăk Hà là một phần xã Hà Mòn.
Ngày 24 tháng 3 năm 1994, Chính phủ ban hành Nghị định số 26-CP về việc thành lập huyện Đăk Hà thuộc tỉnh Kon Tum. Theo đó, thành lập thị trấn huyện lỵ Đăk Hà được thành lập trên cơ sở 2.250 hécta diện tích tự nhiên với 9.957 nhân khẩu của xã Hà Mòn.
Ngày 20 tháng 12 năm 2013, Chính phủ ban hành Nghị quyết 126/NQ-CP về việc điều chỉnh địa giới hành chính để thành lập mới 2 xã thuộc huyện Đăk Hà, 3 xã thuộc huyện Sa Thầy và mở rộng địa giới hành chính phường Ngô Mây thuộc thành phố Kon Tum, tỉnh Kon Tum. Theo đó, thành lập xã Đăk Ngọk trên cơ sở điều chỉnh 1.042,7 ha diện tích tự nhiên, 2.391 nhân khẩu của thị trấn Đăk Hà.
Sau khi điều chỉnh, thị trấn Đăk Hà còn lại 1.518,21 ha diện tích tự nhiên và 16.141 nhân khẩu.

## Giao thông
- Nguyễn Đình Chiểu
- Phạm Ngọc Thạch
- Trương Định
- Lê Văn Hiến
- Lê Chân
- Phan Huy Chú
- Ngô Quyền
- Đinh Công Tráng
- Lệ Quý Đôn
- Lê Văn Tám
- Hoàng Diệu
- Phù Đổng
- Đường 24/3
- Nguyễn Thiện Thuật
- Lý Tự Trọng
- Sư Vạn Hạnh
- Nguyễn Thượng Hiền
- Trần Khánh Dư
- Phạm Ngũ Lão
- Nguyễn Bỉnh Khiêm
- Trương Hán Siêu
- Ngô Tiến Dũng
- Tô Hiến Thành.